# ضيعة المجن (السياني)
ضيعة المجن محلة تابعة لقرية العموقين، التابعة لعزلة الهادس بمديرية السياني إحدى مديريات محافظة إب في الجمهورية اليمنية.، بلغ تعداد سكانها 44 حسب تعداد اليمن لعام 2004.